# Defensiemedaille voor de Gesneuvelden (Denemarken)
De Deense Defensiemedaille voor de Gesneuvelden (Deens: "Forsvarets medalje for Faldne i Tjeneste") wordt sinds 1 januari 2010 postuum toegekend aan Deens defensiepersoneel dat gedood werd of gewond raakte in de gewapende strijd of tijdens het tegengaan van terrorisme.
De ronde gouden medaille is de opvolger van de Defensiemedaille voor de Gesneuvelden en Gewonden (Deens: "Forsvarets Medalje for Faldne og Sårede i Tjeneste") die van 2 oktober 1996 tot 31 december 2009 werd verleend. De achtergrond is het eren van de slachtoffers die bij internationale vredesmissies vielen. Op de voorzijde zijn de drie leeuwen uit het Deense wapen afgebeeld.
Op 1 januari 2010 werd het Deense decoratiestelsel gewijzigd: er kwamen twee nieuwe medailles: de Defensiemedaille voor de Gesneuvelden en de Defensiemedaille voor de Oorlogsgewonden" (Deens: "Forsvarets Medalje for Sårede i Tjeneste") die een wit lint met langs de rand twee smalle rode banen kreeg.
Het kruis wordt uitgereikt aan een tot een vijfhoek gevouwen wit zijden lint met twee brede rode strepen op de linkerborst. Het lint is gelijk aan dat van de vroegere Defensiemedaille voor de Gesneuvelden en Gewonden.
Medailles van Verdienste ·
Medaille voor Langdurige Dienst ·
Medaille "Ingenio et Arti" ·
Medaille voor Nobele Daden ·
Ereteken van het Deense Rode Kruis ·
Medaille van Verdienste voor de Groenlandse Onafhankelijkheid ·
Herinneringsmedaille aan de 70e Verjaardag van Hare Majesteit Koningin Margrethe
Herinneringsmedaille aan de 75e Verjaardag van Prins Henrik

Zie ook: Historische Orden van Denemarken · Onderscheidingen in Denemarken